# قبيلة عسير
عسير قبيلة عربية تسكن منطقة عسير في المملكة العربية السعودية. وكانت بلادهم تسمى سراة عنز. ومنها مدينة جرش. جوار قبيلة خثعم.

## النسب
قبيلةُ عسير قبيلةٌ عدنانية، تعود في أصولها إلى عنز بن وائل بن قاسط بن ربيعة بن نزار بن معد بن عدنان. ويستند هذا القول إلى ما أورده الجغرافي والنسابة الهمداني (ت. 334 هـ) في كتابه صفة جزيرة العرب، حيث ذكر قبائل عسير ضمن سراة عنز، وهي ديار معروفة لقبيلة عنز العدنانية منذ الجاهلية. قال الهمداني: «والدّارة وأبها والحللة والفتيحا فحمرة وطبب فاتانة والمغوث فجرشة بالايداع أوطان عسير من عنز وتسمّى هذه أرض طود». وقد ذكرهم في معرض وصفه لسكان منطقة سراة عنز جنوب جزيرة العرب، وهي الأرض التي ظلت قبيلة عسير تسكنها حتى العصر الحديث، مما يعزز اتصالهم الجغرافي والنَسَبي بقبيلة عنز.

## فروع قبيلة عسير
تنقسم قبيلة عسير إلى فرعين رئيسيين من حيث التوزيع الجغرافي والبنية النسبية، وهما: عسير السراة وعسير تهامة (رجال ألمع). ويُجمع عدد من الباحثين على أن قبائل عسير السراة تنتمي إلى عنز بن وائل العدناني، بينما تعود قبائل تهامة إلى الأزد القحطانية.

### عسير السراة
تضم قبائل عسير السراة أربع قبائل رئيسية، تُعد من أبرز قبائل المرتفعات الجنوبية الغربية في الجزيرة العربية، وقد أشار إليها الهمداني في معرض وصفه لسراة عنز بقوله:
«الدّارة وأبها والحللة وطبب وفتيحا وفاتنة والمغوث... أوطان عسير من عنز».
وقد أكد الشيخ حمد الجاسر أن هذه القبائل تتحد نسبًا في عنز بن وائل، وتتقارب في العادات واللغة والديار.
ومن بطون قبائل عسير السراة:
- بني مغيد: تُعد هذه القبيلة من أكبر قبائل قبيلة عسير، وتُعد مدينة أبها حاضرتها. تنتشر قرى القبيلة على امتداد وادي أبها، وما يتفرع عنه من روافد، وتجاورها عدد من القبائل من مختلف الجهات؛ فمن الشرق قبيلة شهران، ومن الشمال قبيلتا علكم وبني مالك، ومن الغرب قبيلة رجال ألمع، ومن الجنوب قبائل قحطان وشهران وبنو شعبة. وتضم هذه القبيلة عددًا من العمائر الكبرى، من أبرزها ما يلي:[11]

1. آل الوازع
2. آل نجد المروة
3. مغيد الوطأ

- علكم: تنتشر قرى هذه القبيلة على امتداد وادي حمزة، وما يتفرع منه من روافد، وتقع في موقع استراتيجي تحيط به عدد من القبائل المعروفة. يحدها من الجنوب قبيلة بني مغيد، ومن الشمال قبيلة ربيعة ورفيدة، ومن الشرق قبيلة بني مالك، ومن الغرب قبيلة رجال ألمع. وتضم هذه القبيلة عددًا من العمائر الكبرى، من أبرزها:[12]

1. بنو مازن
2. آل شبلي
3. آل سعيدي
4. آل مقرن
5. آل القاسم

- ربيعة ورفيدة: ومنازل هذه القبيلة تقع على ضفاف وادي طبب وما ينجرّ إليه من روافد، وتقع في الجهة الشمالية الغربية من مدينة أبها بحوالي خمسة وعشرين كيلومترًا تقريبًا. ويصاقبها من الجنوب علكم، ومن الشمال بللحمر، ومن الغرب رجال ألمع ومحايل، ومن الشرق بني مالك. وتنطوي على عمائر كبار، من أهمها ما يلي:[13]

1. امتلادة
2. آل شدادي
3. أهل الغال
4. الرفقتين
5. آل حارث
6. بنو حسن
7. بنو ثوعة
8. آل عاصمي

- بني مالك: تقع منازل هذه القبيلة في الجهة الشمالية الشرقية من مدينة أبها، على بُعد يُقدّر بنحو عشرة أكيال تقريبًا، ويحدها من الشرق قبائل شهران، ومن الشمال قبائل بللحمر، ومن الغرب قبيلتا علكم وربيعة ورفيدة، ومن الجنوب قبيلتا بني مغيد وعلكم. وتضم هذه القبيلة عددًا من العمائر الكبيرة، من أبرزها ما يلي:[14]

1. بني رزام
2. آل مجمل
3. آل رميان
4. آل يعلا
5. بني منبه
6. بني ربيعة
7. آل حبشي
8. التلادة
9. آل هتان
10. بني شدان

### عسير تهامة (رجال ألمع)
تُعرف القبائل التهامية من عسير باسم رجال ألمع، وتنتسب إلى الأزد القحطانية، وتحديدًا إلى فرع أزد شنوءة من ذرية عمرو بن عامر مزيقياء. وقد ذكر ابن حزم أن ألمع هو ابن عمرو بن عدي بن النبت بن الأزد، وهو أحد بطون أزد السراة.
وتتكون قبائل رجال ألمع من عشر قبائل كبار، وهي:
- بني قيس بن مسعود
- بني ظالم
- بني جونة
- بني بكر
- بني عبد شحب
- شديدة
- بني زيد
- بني قطبة
- بني العيص
- البنا

## إمارتهم
إمارة آل عائض العسيرية نشأت في منطقة عسير بعد سقوط إمارة آل المتحمي. أسسها سعيد بن مسلط المغيدي، واستقر حكمها في أسرة آل عائض. ووسعت نفوذها في مناطق عديدة من عسير. استمرت الإمارة قائمة حتى سقطت عام 1338 هـ.

## اللغة
إلى جانب اللغة العربية يتحدث جزء من قبيلة عسير وبعض القبائل الأخرى سكان مرتفعات الجبال لهجات قديمة تنحدر من اللغة الجزرية القديمة (السبئية والحميرية) نفس اللغة التي يتحدثها أفراد قبيلة خولان، يطلق بعض الباحثون على هذه اللغة تسمية طمطمانية حمير.